# Örby ängar
Örby ängar är ett naturreservat söder om Råå i Helsingborg. Reservatet består av ett strand- och ängsområde som hyser en sällsynt och värdefull växtlighet samt flera utrotningshotade insektsarter.

## Beskrivning
Området bjuder på en rik och ovanlig flora och består av bland annat hagmarker som betas och slåttras, sumpskogar, strandpartier och småvatten. I öster finns en mindre höjd från vilken man har en vacker utsikt över Öresund. Höjden liknar landborgen, den förkastningsbrant som löper genom Helsingborg, men har troligen ursprung som en brant till ett randdelta. Området har enligt muntliga källor varit använt som slåtterängar sedan yngre järnåldern, vilket oftast brukar resultera i stora mängder av ovanliga arter. Sedan 1988 slåttras Ekesängarna vid Råå gamla vattentorn regelbundet och ängen har gradvis restaurerats och fått växa över ett större område. Örby ängar är klassat som "ekologiskt särskilt känsligt område" av Helsingborgs kommun då det består av flera olika sorters vegetationstyper, som torräng, fuktäng, kusthed, dynvegetation, översilningskärr, kärr och ädellövskog. Vid stranden finns flera parallella strandvallar som bjuder på lä för badgästerna och växtligheten är här typisk strandvegetation med bland annat vresrosor. Själva stranden är en naturstrand och växlar mellan sandstrand och rundslipad sten. Vattnet är långgrunt och här finns ett antal badbryggor ut i vattnet. I norr finns ett hundbad.
Beslut om att inrätta området som naturreservat togs av Helsingborgs kommun 24 november 2010.

## Flora och fauna
Floran är artrik och består av flera arter som numera är mycket sällsynta i Sverige. Bland dessa finns klintsnyltrot, ängsvårlök, axveronika, raggarv, harmynta, ängsruta, dansk skörbjuggsört, strandärt, smultronklöver, granbräken, grodmöja, nässelsnärja, stor käringtand, krissla, kustruta, tulkört, getapel. Ängarna är också hem för flera ovanliga insektsarter, till exempel kompostkrypare och väddsandbi, samt en del ovanliga fåglar, bland annat vattenrall, sparvhök och småfläckig sumphöna. I fuktstråken mellan sandryggarna förekommer en hel del sällsynta snäckor, såsom större agatsnäcka, smalgrynsnäcka och kalkkärrsgrynsnäcka.